# Wilson Witzel
Wilson José Witzel (Jundiaí, 19 de febrero de 1968), conocido como Wilson Witzel,  es un abogado, exjuez federal, exmarinero y miembro del Partido Social Cristiano de Brasil. Fue gobernador del estado de Río de Janeiro desde el 1 de enero de 2019 hasta el 30 de abril de 2021, tras ser destituido, mediante un proceso de impeachment. Witzel tiene un doctorado en ciencias políticas de la Universidad Federal Fluminense (UFF), maestría en derecho civil y es profesor de derecho penal por más de 20 años.[¿cuándo?] Como juez federal, se desempeñó en diferentes tribunales civiles y penales, en Río de Janeiro y en Vitória (Espírito Santo).
Es considerado por la prensa local como una ideología de centro-derecha, ha dado un discurso sobre la lucha contra la corrupción y la "limpieza política", y recientemente ha tomado acciones consideradas controvertidas, especialmente en la lucha contra la violencia policial en el Estado de Río de Janeiro.